# مها علي كاظمي
مها علي كاظمي هي مغنية روك وكاتبة أغاني باكستانية أسترالية ولدت في سنة 1988 في كراتشي في باكستان لأب كشميري الأصل وأم فارسية الأصل تنحدر من سلالة الملك واجد علي شاه. هاجرت في صغرها إلى ملبورن في أستراليا وهناك أكملت تعليمها في جامعة موناش. بدأت الغناء في سنة 2013 وهي تغني باللغتين الأردوية والإنجليزية.